# Kevin Gray
Kevin Gray (* 25. Februar 1958 in Westport, Connecticut; † 11. Februar 2013) war ein US-amerikanischer Schauspieler.

## Leben und Wirken
Gray debütierte 1990 am Broadway in dem Musical Das Phantom der Oper, wobei er sechs Monate lang den Raoul als Ersatz von Steve Barton spielte. Später übernahm er die Hauptrolle, die er auch spielte, als das Stück auf Tournee ging. Zur gleichen Zeit engagierte ihn Harold Prince für das Musical Der Kuss der Spinnenfrau.
Weitere Broadwayauftritte hatte Gray im Musical Miss Saigon, in The King and I als König von Siam, als Pontius Pilatus in Jesus Christ Superstar (2000) und als Scar in Der König der Löwen. Daneben hatte Gray einige Auftritte in Fernsehserien wie Miami Vice, The Equalizer und Law & Order und spielte in Fernsehfilmen und dem Kinofilm Unter Druck (White Hot).
Mit seiner Frau Dodie Pettit schrieb er 1999 bis 2000 das Musical Dracula… The Covenant das 2003 am The Stonington Opera House in Stonington, Maine, uraufgeführt wurde. Ab 2011 unterrichtete Gray an der Hartt School der University of Hartford. Er verstarb am 11. Februar 2013 2 Wochen vor seinem 55. Geburtstag an einem Herzinfarkt.